# Сенигалија
Сенигалија (итал. Senigallia) град је у средишњој Италији. То је други по величини град округа Анкона у оквиру италијанске покрајине Марке.

## Природне одлике
Град Сенигалија налази се у средишњем делу Италије, на западној обали Јадрана. Град се образовао око широког ушћа речице Мизе у море. Изнад града се ка западу издижу средишњи Апенини.

## Становништво
Према резултатима пописа становништва 2011. у општини је живело 44.361 становника.
| 1931.  | 1936.  | 1951.  | 1961.  | 1971.  | 1981.  | 1991.  | 2001.  | 2011.  |
| ------ | ------ | ------ | ------ | ------ | ------ | ------ | ------ | ------ |
| 26.347 | 28.327 | 32.545 | 35.337 | 38.090 | 40.135 | 41.144 | 41.550 | 44.361 |

Сенигалија данас има око 45.000 становника, махом Италијана. То је готово дупло више него пре 100 година.

## Партнерски градови
- Лерах
- Санс
- Честер

## Галерија
- Поглед на град са околних брда
- Део града уз реку Мизу
- Градска кућа
- Нови форум